# Cyrtandra deinandra
Cyrtandra deinandra är en tvåhjärtbladig växtart som beskrevs av Brian Laurence Burtt. Cyrtandra deinandra ingår i släktet Cyrtandra och familjen Gesneriaceae. Inga underarter finns listade i Catalogue of Life.